# بارتنگچکا
بارتنگچکا (به لهستانی:  Bartniczka) یک روستا در لهستان است که در گمینا بارتنگچکا واقع شده‌است. بارتنگچکا ۵۵۰ نفر جمعیت دارد.